# Genoveva Eichenmann
Genoveva Eichenmann (* 12. September 1957) ist eine ehemalige Schweizer Marathonläuferin.

## Werdegang
1984 und 1985 gewann Eichenmann jeweils den Zürich-Marathon und den Tessin-Marathon, und mit ihrem zweiten Sieg im Tessin wurde sie gleichzeitig Schweizer Meisterin im Marathon.
1986 und 1987 gewann sie den Hallwilerseelauf und 1987 den Reusslauf.
1986 wurde sie Zweite in Zürich und Zwölfte bei den Leichtathletik-Europameisterschaften in Stuttgart. Im Jahr darauf wurde sie Zehnte beim IAAF-Weltcup-Marathon und kam bei den Leichtathletik-Weltmeisterschaften 1987 in Rom auf den 18. Platz. 1988 wurde sie Zweite in Zürich und lief bei den Olympischen Spielen in Seoul auf Rang 47 ein.
1987 wurde sie jeweils Schweizer Meisterin im 25-km-Strassenlauf und über 10'000 m.
Bei den Crosslauf-Weltmeisterschaften kam sie 1986 in Colombier auf den 116. Platz und 1988 in Auckland auf den 90. Platz.

## Persönliche Bestzeiten
- 10'000 m: 34:22,88 min, 8. August 1987, Bern
- 25-km-Strassenlauf: 1:29:24 h, 28. März 1987, Nidau (ehemaliger Schweizer Rekord)
- Marathon: 2:34:43 h, 24. April 1988, Zürich